# 메탈로스파에라 하코넨시스
메탈로스파에라 하코넨시스는 메탈로스파에라속에 속하는 한 종이다.